# Kromarki
Kromarki – osada w Polsce położona w województwie warmińsko-mazurskim, w powiecie bartoszyckim, w gminie Bartoszyce. W latach 1975–1998 miejscowość administracyjnie należała do województwa olsztyńskiego.

## Historia
Wieś lokowana w 1404 r. jako służebny majątek rycerski. W akcie lokacyjnym wieś zapisano pod nazwą Karmargen, później w dokumentach zapisywano jako Kromargen.
W 1889 r. był to folwark, należały do majątku ziemskiego Kisity, który należał do von Kunheimów. W 1935 r. do tutejszej szkoły uczęszczało 34 uczniów. W szkole pracował jeden nauczyciel. W 1939 r. we wsi mieszkało 390 osób. W czasie działań wojennych w 1945 r. wieś uległa zniszczeniu, w tym budynek szkolny. Po wojnie początkowo szkoła mieściła się w budynku zastępczym, a później wzniesiono nowy budynek szkolny (kierownikiem szkoły był w tym czasie Jan Rolkowski).
W 1983 r. był tu PGR z 10 domami i 124 mieszkańcami. W tym czasie we wsi była szkoła podstawowa, przedszkole, świetlica, punkt biblioteczny, zakład ślusarsko-kowalski.